# Lorisidae
I lorisidi (Lorisidae o Loridae) sono una famiglia di 
primati strepsirrhini, diffusi in Africa centrale e nel Sud-est asiatico.

## Distribuzione
I Lorisidi sono diffusi nella zona tropicale dell'Africa centrale e del Sud-Est Asiatico.
Devono il nome alla parola tedesca lori, che vuol dire mimo o clown, in riferimento al disegno facciale che ricorda il trucco di un pagliaccio ed alla loro capacità di restare immobili per ore.

## Descrizione

### Dimensioni
Variano dai 17 ai 40 cm di lunghezza, per un peso compreso fra gli 0,3 ed i 2 kg.
Hanno una fitta pelliccia lanosa di colore dal grigio al marrone, più scura sul dorso.

Gli occhi sono grandi e frontali, per una migliore valutazione delle distanze, mentre le orecchie sono piccole e spesso parzialmente nascoste dal pelo.

Le zampe sono tozze e forti, con mani dai pollici opponibili, col dito indice molto corto, che nelle zampe posteriori presenta un'unghia appuntita utilizzata nelle operazioni di grooming. Le zampe hanno una presa eccezionale, ed è quasi impossibile staccare uno di questi animali da un ramo senza il suo consenso.

La coda è ridotta ad un moncherino o del tutto assente.

## Biologia
Sono animali diurni e arboricoli. A differenza dei galagoni, sono assai lenti e cauti nei movimenti: si direbbe che ogni movimento sia frutto di un'accurata riflessione e valutazione.

Quest'affermazione non è vera in assoluto: utilizzando luce all'infrarosso, si è visto che questi animali sono capaci di raggiungere una certa velocità (seppure non saltano mai di ramo in ramo), per poi ridurre significativamente i propri movimenti quando viene accesa una fonte di luce bianca, ed impietrirsi del tutto all'udire o vedere un potenziale predatore.
Al di fuori del periodo degli amori o delle femmine con cuccioli, i lori sono animali solitari.

### Alimentazione
Si nutrono prevalentemente d'insetti, ma all'occorrenza non disdegnano nutrirsi di piccoli vertebrati, uova o pezzi di frutti.

### Riproduzione
La gestazione varia fra i 4 ed i 6 mesi a seconda della specie, al termine dei quali vengono dati alla luce due gemelli, che vengono trasportati appesi al ventre della madre o lasciati in una cavità di un tronco mentre essa va a cercare il cibo.

Lo svezzamento avviene fra i tre ed i nove mesi, ma i cuccioli si allontanano attorno all'anno e mezzo d'età.
I lori vivono fino ad oltre vent'anni.

## Tassonomia
La famiglia è suddivisa in 2 sottofamiglie, 5 generi e 14 specie.
Sottofamiglia Perodicticinae.
- Arctocebus.
  - Arctocebus aureus - Maki ursino dorato.
  - Arctocebus calabarensis - Maki ursino del Calabar.
- Perodicticus.
  - Perodicticus potto - Potto.
- Pseudopotto.
  - Pseudopotto martini - Falso potto.

Sottofamiglia Lorinae.
- Loris.
  - Loris lydekkerianus - Lori grigio.
  - Loris tardigradus - Lori gracile.
- Nycticebus.
  - Nycticebus bancanus - lori lento di Bangka
  - Nycticebus bengalensis - lori lento del Bengala
  - Nycticebus borneaus - lori lento del Borneo
  - Nycticebus coucang - lori lento della Sonda
  - Nycticebus javanicus - lori lento di Giava
  - Nycticebus kayan - lori lento del Borneo
  - Nycticebus menagensis - lori lento delle Filippine
  - Nycticebus pygmaeus - lori lento pigmeo